# Macromia flavocolorata
Macromia flavocolorata – gatunek ważki z rodziny Macromiidae. Występuje w południowej i południowo-wschodniej Azji – stwierdzony w Indiach, Nepalu, Tajlandii, Laosie, Wietnamie oraz w prowincji Junnan na południu Chin; prawdopodobnie występuje też w Mjanmie. Kosterin i inni (2025) uznali ten takson za podgatunek Macromia calliope. 